# 개의 생활
《개의 생활》은 1918년 4월 14일에 찰리 채플린이 제작한 단편 영화이다. 제작사는 퍼스트네셔널 영화사이다. 찰리 채플린으로써는 퍼스트네셔널 영화사에서 만든 최초의 영화이다. 단편 영화이지만 총 40분이 걸린다. 또한 대부분의 채플린의 영화는 동물의 등장은 곧 웃음을 만들기 때문에 이 영화는 이 점에서 큰 웃음을 주고 이 영화에는 채플린의 형인 시드니 채플린이 나온다.

## 에피소드

### 개가 나오는 다른 영화
이 영화 외에도 개가 나오는 영화로는 다음과 같은 영화가 있다.
- 챔피언
- 황금광시대
- 시티라이트
- 모던 타임즈

### 캐스트
- 찰리 채플린 : 떠돌이
- 에드나 펄비안스 : 댄스홀 댄서
- 시드니 채플린 : 간이 식당차 주인
- 헨리 버그만 : 일자리를 찾는 뚱뚱한 남자/댄스홀의 뚱뚱한 여자
- 톰 윌슨 : 경찰
- 그랜빌 레드먼드 : 댄스홀 사장
- 앨버트 오스틴 : 도둑
- 버드 제미슨 : 도둑
- 제임스 T. 켈리 : 핫도그 스탠드 앞의 남자
- 머트 : 잡종 개 스크랩스